# Leptogaster longitibialis
Leptogaster longitibialis är en tvåvingeart som beskrevs av Efflatoun 1937. Leptogaster longitibialis ingår i släktet Leptogaster och familjen rovflugor.
Artens utbredningsområde är Sudan. Inga underarter finns listade i Catalogue of Life.